# Fritz von Uhde
 Fritz von Uhde  (nacido Friedrich Hermann Carl Uhde, 22 de mayo de 1848-25 de febrero de 1911) fue un pintor alemán, creador de obras de género y temas religiosos, que trató también como si fueran escenas costumbristas. Su estilo se encuentra entre el realismo y el Impresionismo.

## Biografía
Nació en Wolkenburg, Sajonia. En 1866 fue admitido en la Academia de Bellas Artes de Dresde, pero más tarde, ese mismo año, dejó los estudios en favor del servicio militar, y desde 1867 hasta 1877 fue profesor de equitación en el regimiento de la guardia armada, llegando al cargo de capitán de caballería. En 1876 visitó al pintor historicista Hans Makart, pero éste se negó a tomarle como alumno. No obstante, se nota su influencia en las primeras obras de temática histórica. 
Visitó París y se trasladó a Múnich en 1877 para acudir a la Academia de Bellas Artes, no pudiendo entrar en la Academia. En Múnich admiró particularmente a los antiguos maestros holandeses, y en 1879 viajó a París donde sus estudios de los pintores holandeses continuaron. Le influyó la pintura al aire libre de Max Liebermann, dedicándose a pintar a plein air hasta el final de su vida. En 1882 un viaje a Holanda trajo un cambio en su estilo, pues abandonó el sombrío claroscuro que había aprendido en Múnich a favor de un cromatismo informado por las obras de los impresionistas franceses.
Su obra fue a menudo rechazada por la crítica de arte oficial, y por el público, por sus representaciones de escenas cotidianas consideradas vulgares o feas. El crítico Otto Julius Bierbaum fue más comprensivo; en 1893, escribió, «Como pintor de niños, por ejemplo, Uhde se distingue extraordinariamente. No los retrata tan dulcemente como suele hacerse; en otras palabras, no como muñecos entretenidos o encantadores, sino con una naturalidad extrema, muy estricta.»
Alrededor de 1890, Uhde se hizo profesor de la Academia de Bellas Artes de Múnich. Fue, con Max Slevogt y Lovis Corinth, una de las figuras destacadas de la Sezession de Múnich, encabezada por Stuck y más tarde se unió a la Secesión de Berlín también. Murió en Múnich en 1911.

## Obras

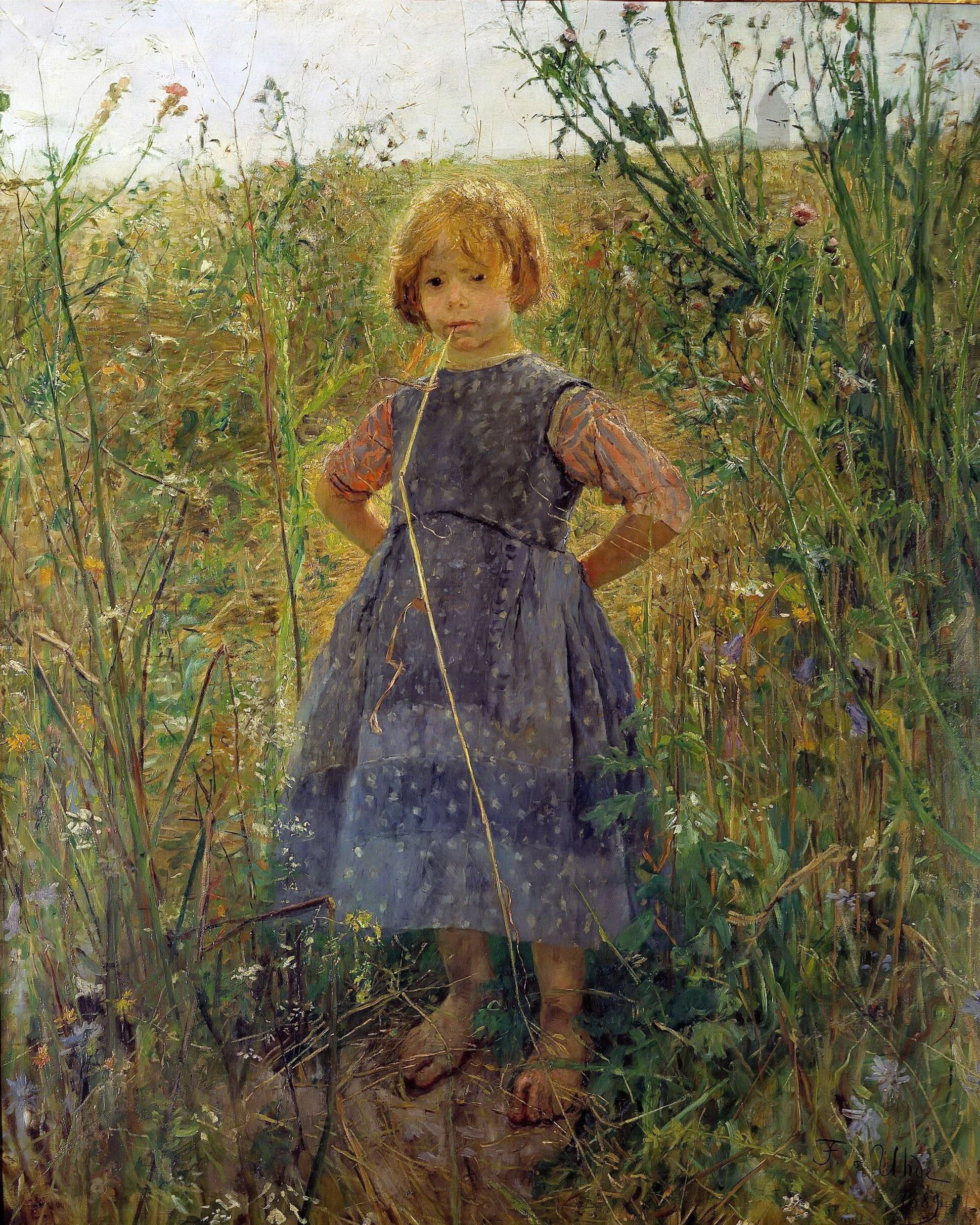
Heideprinzesschen («La princesa del brezal», 1889).

| - 1869: Abschied - 1869: Heimkehr - 1872: Schlacht bei Sedan - 1874: An der Parkmauer - 1874: Österreichischer Reiter - 1875: Revanche - 1875: Irrlicht - 1875: Im Klostergarten - 1876: Siesta - 1876: Walpurgisnacht - 1876: Bachantin - 1877: Jagdjunker - 1877: Reitergefecht - 1879: Angriff des Regiments Plotho bei Wien 1683 - 1880: Die Chanteuse - 1881: Familienkonzert - 1882: Fischerkinder in Zandvoort - 1883: Die Trommelübung bayerischer Soldaten - 1883: Die Ankunft des Leierkastenmanns - 1883: Leierkastenmann in Zanvoort - 1883: In der Sommerfrische - 1884: Christus und die Kinder (Dejad que los niños se acerquen a mi) - 1884: Die Jünger von Emmaus (Cena de Emaús) | - 1884: Lasset die Kindlein zu mir kommen - 1885: Komm, Herr Jesu, sei unser Gast - 1885: Die Große Schwester - 1885: Lesendes Mädchen - 1885: Holländische Näherinnen - 1885: Christus und die Jünger von Emmaus - 1885: Kartoffeln schälendes Mädchen - 1885: Die Töchter des Künstlers im Garten - 1886: Das Abendmahl - 1887: Kinderprozession - 1887: Die Bergpredigt - 1888: Komm Herr Jesu, sei unser Gast - 1889: Die heilige Nacht - 1889: Die Ährenleser - 1889: Biergarten in Dachau - 1889: Die Kinderstube - 1889: Das Bilderbuch - 1889: Schularbeiten - 1889: Gruppe junger Mädchen - 1889: Heideprinzeßchen - 1891: Winterabend - 1891: Zwei Mädchen im Garten - 1893: Der Schauspieler | - 1894: Noli me tangere - 1896: In der Laube - 1896: Die Predigt am See - 1896: Christi Himmelfahrt - 1896: Die Töchter des Künstlers - 1896: Selbstportrait - 1896: Kinderprozession im Regen - 1896: Interieur - 1896: Selbstportrait - 1899: Die Himmelfahrt Christi - 1899: Kind mit Hund - 1899: Die Schulstunde - 1900: Hundestudie - 1903: Stille Nacht, heilige Nacht - 1903: Der Gartenweg - 1904: Abendmusik - 1904: Selbstportrait - 1905: Altarbild für die Lutherkirche in Zwickau - 1906: Senator Gustav Hertz und Frau - 1907: Drei Mädchen im Garten - 1907: In der Herbssonne - 1907: Zwei Mädchen |

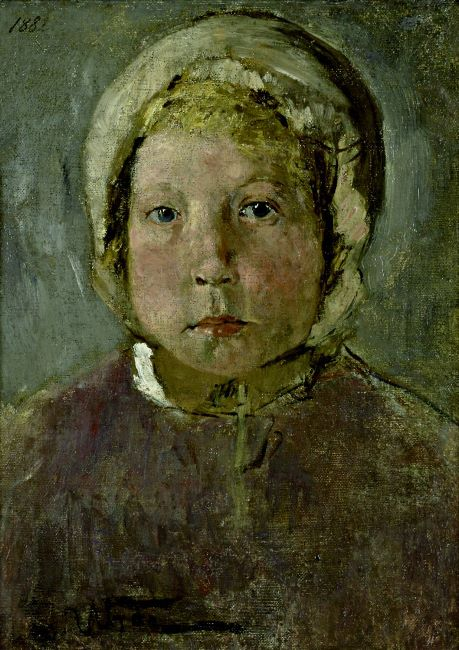
Mädchenkopf (1882)
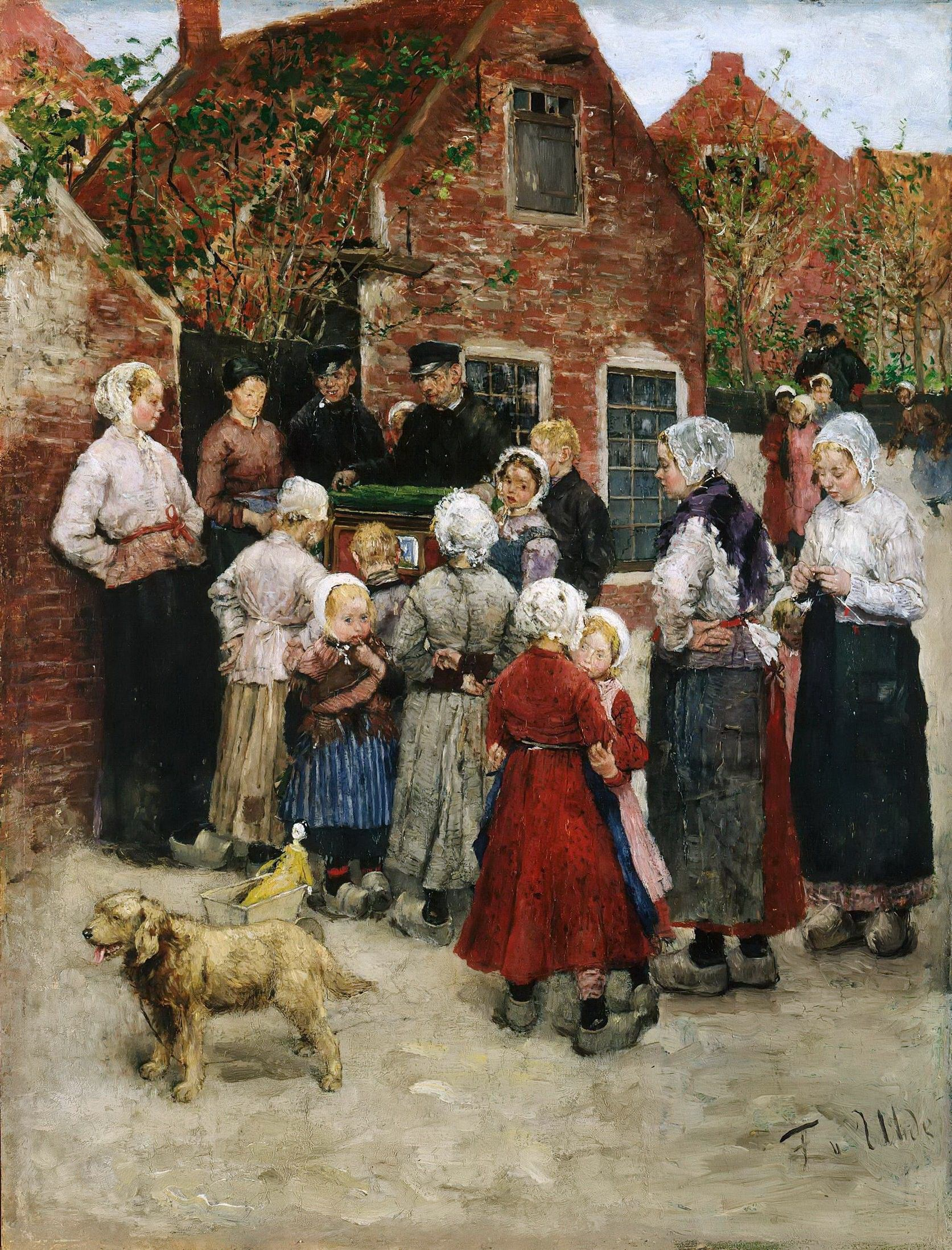
Leierkastenmann (1883)
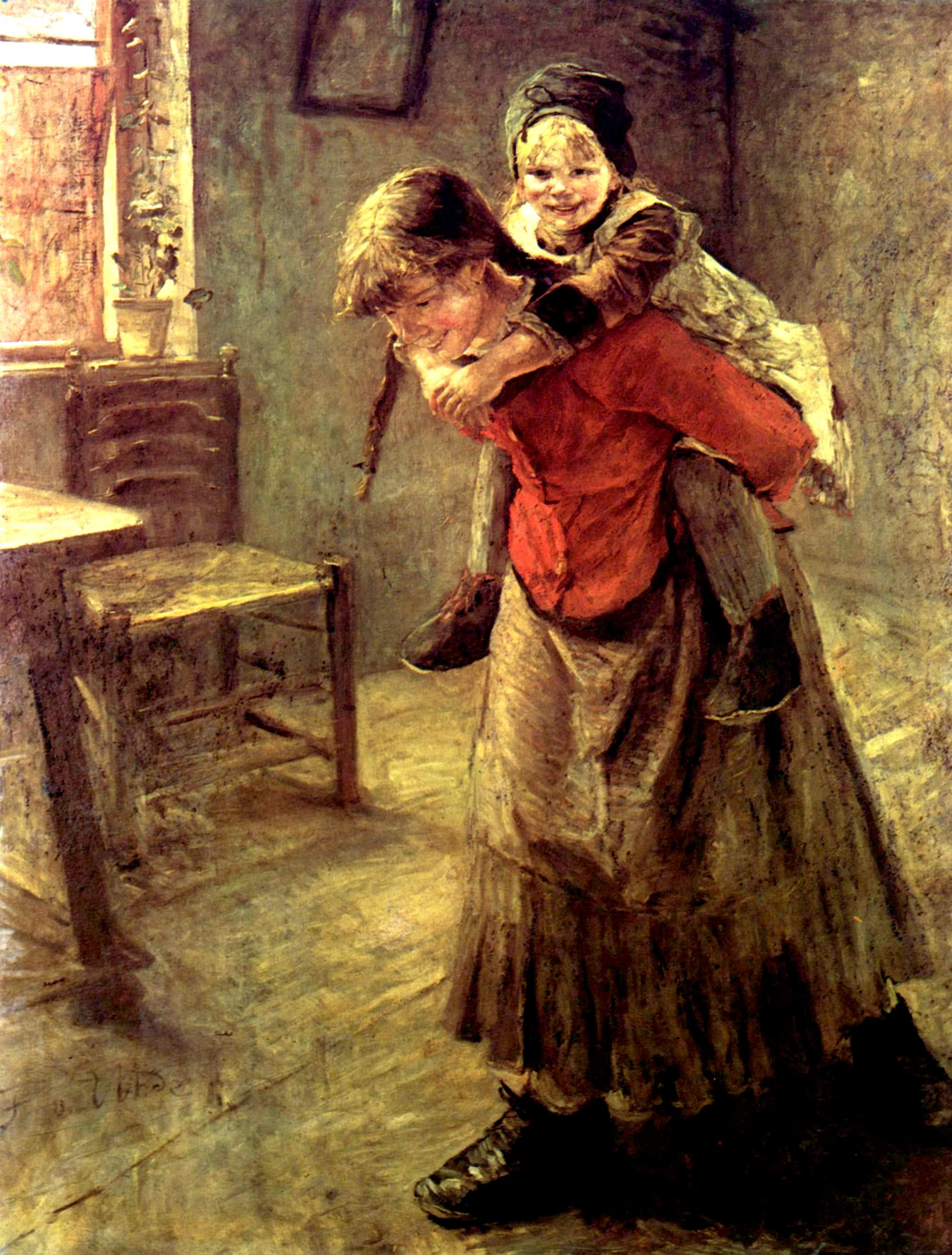
Die große Schwester (1885)
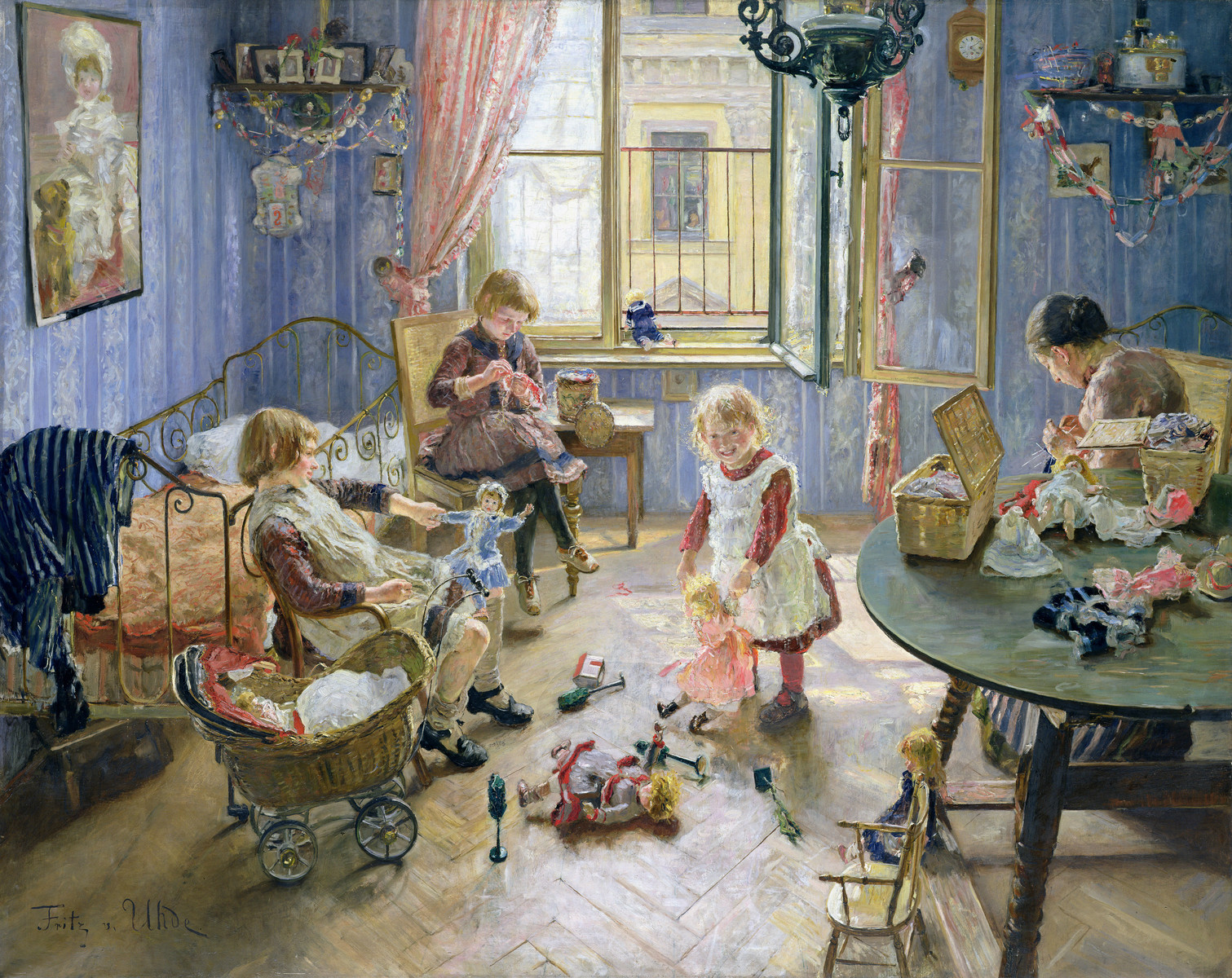
Die Kinderstube (1889)